# Parmenosoma
Parmenosoma is een kevergeslacht uit de familie van de boktorren (Cerambycidae). De wetenschappelijke naam van het geslacht werd voor het eerst geldig gepubliceerd in 1908 door Schaeffer.

## Soorten
Parmenosoma omvat de volgende soorten:
- Parmenosoma griseum Schaeffer, 1908
- Parmenosoma villosa (Bates, 1885)